# 雷·沃納爾
李·沃内尔（英語：Leigh Whannell，/liː ˈwɒnɛl/，1977年1月17日—），澳大利亞編劇、演員、製片和導演。他常為友人溫子仁的電影擔任編劇，並曾執導影片《陰兒房第3章：從靈開始》、《人類升級》和《隱形人》。

## 影視作品

### 演員
- 《Recovery（英语：Recovery (TV series)）》（電視劇）
- 《家有芳鄰》（1996年）（電視劇）飾演 Stuart Maughan
- 《Blue Heelers（英语：Blue Heelers）》（1999年–2000年）（電視劇）飾演 Jared Ryan
- 《Stygian》（2000年）飾演 Clown/Punk Kid
- 《Enter the Matrix（英语：Enter the Matrix）》（電子遊戲）飾演 Axel（配音）
- 《廿二世紀殺人網絡2：決戰未來》（2003年）飾演 Axel
- 《Razors Eaters》（2003年）飾演 Nick. D
- 《The Referees》（2003年）飾演 Footy Mate
- 《奪魂鋸（英语：Saw (2003 film)）》（2003年）（短片）飾演 David
- 《One Perfect Day（英语：One Perfect Day (2004 film)）》（2004年）飾演 Chris
- 《恐懼鬥室》（2004年）飾演 Adam Stanheight
- 《恐懼鬥室2》（2005年）飾演 Adam Stanheight（未掛名，只有檔案聲音）
- 《恐懼鬥室3》（2006年）飾演 Adam Stanheight
- 《Death Sentence（英语：Death Sentence (2007 film)）》（2007年）飾演 Spink
- 《Dying Breed（英语：Dying Breed (film)）》（2008年）飾演 Matt
- 《Doggie Heaven》（2008年）飾演 Neil Sampson
- 《The Last Supper》（2009年）飾演 Philip
- 《The Pardon（英语：The Pardon）》（2009年）飾演 Clement Moss
- 《恐懼鬥室3D終極審判》（2010年）飾演 Adam Stanheight（未掛名，只有檔案鏡頭）
- 《貓頭鷹守護神》（2010年）飾演 Jatt
- 《陰兒房》（2011年）飾演 Specs
- 《Crush（英语：Crush (2013 film)）》（2013年）飾演 David
- 《兒凶續集》（2013年）飾演 Specs
- 《The Assets（英语：The Assets）》（2014年）飾演 Russian Guard
- 《Cooties（英语：Cooties (film)）》（2014年）飾演 Doug
- 《The Mule（英语：The Mule (2014 film)）》（2014年）飾演 Gavin
- 《陰兒房第3章：從靈開始》（2015年）飾演 Specs
- 《冤親債主》（2017年）飾演 Larry
- 《Keep Watching（英语：Keep Watching）》（2017年）飾演 Matt
- 《陰兒房第4章：鎖命亡靈》（2018年）飾演 Specs
- 《水行俠》（2018年）飾演 飛行員

### 電影監製
- 《恐懼鬥室2》（2005年）
- 《恐懼鬥室3》（2006年）
- 《恐懼鬥室4》（2007年），執行製作人
- 《恐懼鬥室5》（2008年），執行製作人
- 《恐懼鬥室6》（2009年），執行製作人
- 《恐懼鬥室3D終極審判》（2010年），執行製作人
- 《Cooties（英语：Cooties (film)）》（2014年），執行製作人
- 《The Mule（英语：The Mule (2014 film)）》（2014年），執行製作人
- 《恐懼鬥室之狂魔再現》（2017年），執行製作人
- 《陰兒房第4章：鎖命亡靈》（2018年），執行製作人
- 《人類升級》（2018年），執行製作人
- 《漩渦：恐懼鬥室新遊戲》（2021年），執行製作人
- 《恐懼鬥室X》（2023年），執行製作人
- 《陰兒房：鬼門陰深處》（2023年），執行製作人
- 《狼人》（2025年），執行製作人

### 電影編劇
- 《恐懼鬥室》（2004年）
- 《恐懼鬥室2》（2005年）
- 《恐懼鬥室3》（2006年）
- 《歡迎光臨死亡小鎮》（2007年）
- 《Doggie Heaven》（2008年）
- 《恐懼鬥室（英语：Saw (video game)）》（2009年）（電子遊戲）
- 《陰兒房》（2011年）
- 《陰兒房第2章：陰魂守舍》（2013年）
- 《Cooties（英语：Cooties (film)）》（2014年）
- 《The Mule（英语：The Mule (2014 film)）》（2014年）
- 《陰兒房第3章：從靈開始》（2015年）
- 《陰兒房第4章：鎖命亡靈》（2018年）
- 《人類升級》（2018年）
- 《隱形人》（2020年）
- 《狼人》（2025年）

### 電影導演
- 《陰兒房第3章：從靈開始》（2015年）
- 《人類升級》（2018年）
- 《隱形人》（2020年）
- 《狼人》（2025年）